# Sphecodes granulosus
Sphecodes granulosus är en biart som beskrevs av Frédéric Jules Sichel 1865. Sphecodes granulosus ingår i släktet blodbin, och familjen vägbin. Inga underarter finns listade i Catalogue of Life.